# Школяр, Людмила Валентиновна
Людми́ла Валенти́новна Школя́р (род. 31 августа 1946) — действительный член (академик) Российской академии образования (2005), директор ФГНУ «Институт художественного образования РАО», главный редактор журнала «Педагогика искусства», доктор педагогических наук (1999), профессор, лауреат премии Правительства Российской Федерации в области образования.

## Научные труды
Людмила Валентиновна Школяр является автором многочисленных учебников и учебных пособий по музыкальному искусству для общеобразовательной школы.
Тема докторской диссертации Л. В. Школяр: «Музыкальное искусство как учебный предмет в начальной школе (В системе развивающего обучения)».